# Тирс, Гарри Делберт
Гарри Делберт Тирс (англ. Harry Delbert Thiers; 22 января 1919 — 8 августа 2000) — американский миколог. Описал множество видов североамериканских грибов, большей частью, произрастающих в Калифорнии. Преподавал микологию в Университете Сан-Франциско.

## Грибы, названные в честь Тирса
- Род Chaetothiersia B.A.Perry & Pfister 2008 из семейства Пиронемовые (Pyronemataceae).